# فال ويليام
فال ويليام (بالإنجليزية: Val Hale)‏ هو صحفي أمريكي، ولد في 1958.